# كايو خورخي
كايو خورخي بينتو راموس (مواليد 24 يناير 2002)، المعروف باسم كايو خورخي (تلفظ برتغالي: ‎/ˈkaju ˈʒoɾʒɨ/‏) أو ببساطة كايو (تلفظ برتغالي: ‎/ˈkaju/‏)، هو لاعب كرة قدم برازيلي يلعب كمهاجم في نادي يوفنتوس في الدوري الإيطالي.

## مسيرته الكروية

### سانتوس
ولد كايو في أوليندا، بيرنامبوكو، وانضم إلى سانتوس تحت 11 سنة في 2013. في نوفمبر 2017، عندما كان يبلغ من العمر 15 عامًا فقط، تمت ترقيته إلى فريق تحت 20 سنة.
في 21 سبتمبر 2018، تمت ترقية كايو إلى الفريق الأول من قبل المدير كوكا. بدأ مسيرته الاحترافية – وفي الدوري البرازيلي – لأول مرة بعد تسعة أيام، حيث دخل كبديل في الشوط الثاني عن برونو هنريكي في الهزيمة 1–0 على أرضه أمام أتلتيكو باراناينسي، ليصبح سادس أصغر لاعب يشارك لأول مرة في تاريخ سانتوس.
في 11 يناير 2019، بعد مفاوضات مطولة، وقع كايو عقده الاحترافي الأول مع النادي، ووافق على صفقة مدتها ثلاث سنوات. سجل هدفه الأول في 3 مارس من العام التالي، مسجلاً الهدف الثاني لفريقه في الفوز 2–1 في كوبا ليبرتادوريس خارج أرضه أمام ديفنسا خوستيكا؛ كانت هذه أيضًا أول مباراة له في المسابقة.

### يوفنتوس
في 26 يوليو 2021، ورد أن كايو خورخي وافق على عقد مسبق مع نادي يوفنتوس الإيطالي، اعتبارًا من 1 يناير. في 2 أغسطس، أعلن سانتوس اتفاقًا مع يوفنتوس للانتقال الفوري لكايو خورخي، مع جعل الجانب الإيطالي يدفع رسومًا قدرها 3 ملايين يورو. أعلن يوفنتوس رسميًا عن انتقاله في 17 أغسطس، حيث وقع عقدًا مدته خمس سنوات.

## مسيرته الكروية
تم استدعاء كايو للمشاركة مع المنتخب البرازيلي تحت 15 سنة لبطولة أمريكا الجنوبية تحت 15 سنة 2017، وسجل أربعة أهداف في ثلاث مباريات فقط خلال البطولة. في 21 سبتمبر 2018، تم استدعاؤه إلى فريق تحت 17 سنة عامًا لمباراة ودية في نانتويتش وتيلفورد، إنجلترا.
في 20 سبتمبر 2019، تم إدراج كايو في قائمة جيلهيرم دالا ديا المكونة من 21 لاعبًا للمشاركة في كأس العالم تحت 17 سنة 2019. سجل خمسة أهداف في المسابقة، بما في ذلك هدف في النهائي (في هزيمة المكسيك 2–1)، وحصل على الحذاء البرونزي.

## حياته الشخصية
كان والد كايو خورخي راموس لاعب كرة قدم ومهاجمًا مثل تشافيز وغاما بشكل خاص.

## الإحصائيات
آخر تحديث 25 يوليو 2021.
| النادي   | الموسم   | الدوري           | الدوري | الدوري  | دوري الدولة | دوري الدولة | الكأس الوطني | الكأس الوطني | قاري   | قاري    | المجموع | المجموع |
| النادي   | الموسم   | الدرجة           | الظهور | الأهداف | الظهور      | الأهداف     | الظهور       | الأهداف      | الظهور | الأهداف | الظهور  | الأهداف |
| -------- | -------- | ---------------- | ------ | ------- | ----------- | ----------- | ------------ | ------------ | ------ | ------- | ------- | ------- |
| سانتوس   | 2018     | الدوري البرازيلي | 1      | 0       | —           | —           | —            | —            | —      | —       | 1       | 0       |
| سانتوس   | 2019     | الدوري البرازيلي | 3      | 0       | 4           | 0           | 0            | 0            | 0      | 0       | 7       | 0       |
| سانتوس   | 2020     | الدوري البرازيلي | 28     | 4       | 7           | 0           | 1            | 0            | 12     | 5       | 48      | 9       |
| سانتوس   | 2021     | الدوري البرازيلي | 10     | 1       | 7           | 3           | 2            | 1            | 9      | 3       | 28      | 8       |
| سانتوس   | المجموع  | المجموع          | 42     | 5       | 18          | 3           | 3            | 1            | 21     | 8       | 84      | 17      |
| يوفنتوس  | 2021–22  | الدوري الإيطالي  | 0      | 0       | —           | —           | 0            | 0            | 0      | 0       | 0       | 0       |
| الإجمالي | الإجمالي | الإجمالي         | 42     | 5       | 18          | 3           | 3            | 1            | 21     | 8       | 84      | 17      |

1. ↑  تشمل كأس البرازيل وكأس إيطاليا
2. 1 2 3  المباريات في بطولة باوليستا
3. ↑  المباريات في كوبا ليبرتادوريس
4. ↑  سبع مباريات وهدف واحد في كوبا ليبرتادوريس، مباراتين وهدفين في كوبا سود أمريكانا

## الإنجازات
البرازيل تحت 17 سنة
- كأس العالم تحت 17 سنة: 2019[14]

### الفردية
- الحذاء البرونزي في كأس العالم تحت 17 سنة: 2019[15]

## وصلات خارجية
- كايو جورج على موقع إي إس بي إن إف سي (الإنجليزية)
- كايو جورج على موقع قاعدة بيانات كرة القدم.إي يو (الإنجليزية)
- كايو جورج على موقع ليكيب (الفرنسية)
- كايو جورج على موقع Soccerbase.com (لاعب) (الإنجليزية)
- كايو جورج على موقع Soccerway.com (الإنجليزية)
- كايو جورج على موقع عالم كرة القدم.نت (الإنجليزية)
- كايو جورج على موقع AS.com (الإسبانية)